# Alexandre le Grand dans la culture néo-hellénique

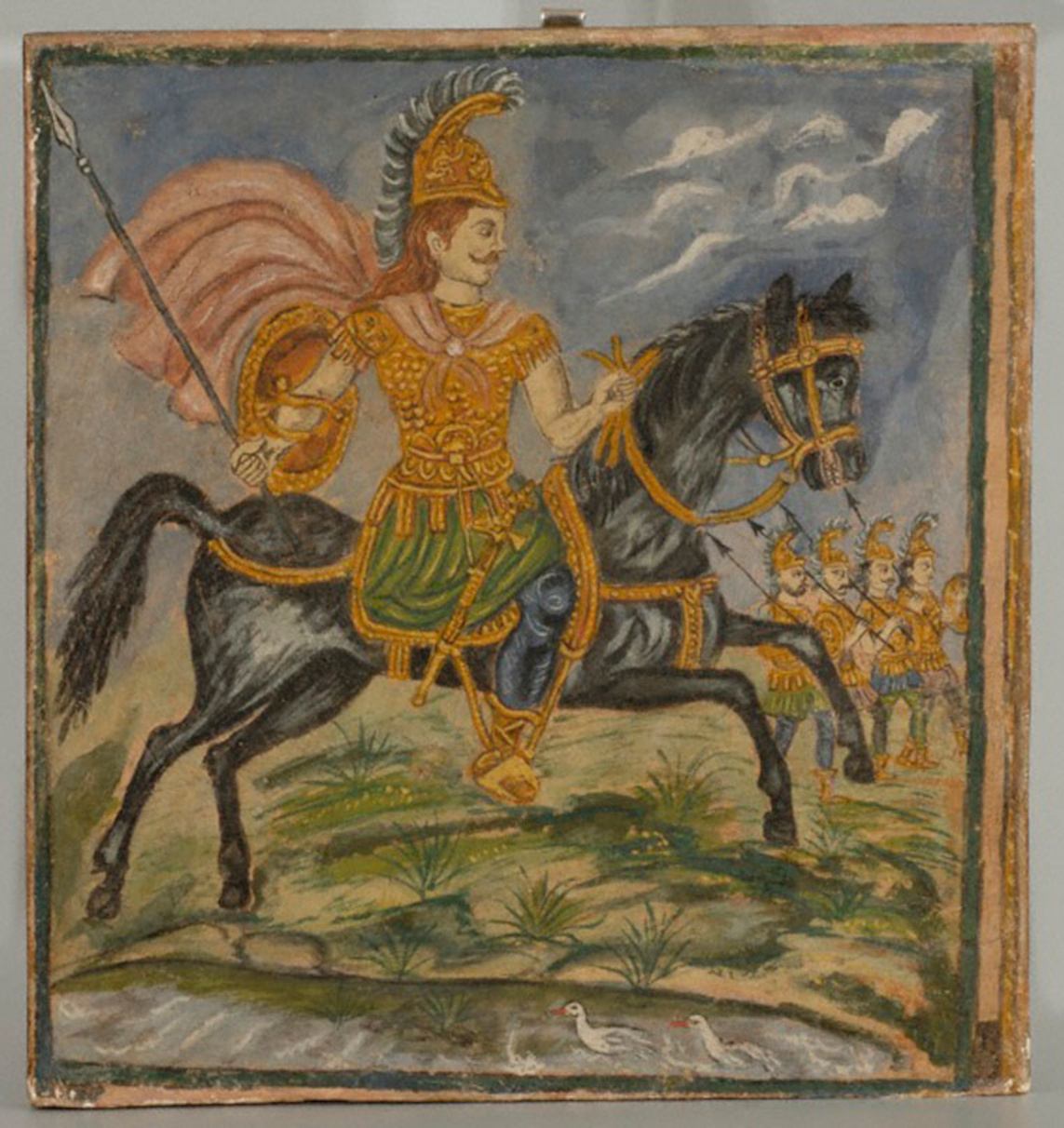
Fresque représentant Alexandre le Grand, Théophilos Hatzimichail (1900), musée national historique d'Athènes.

Alexandre le Grand occupe une place prépondérante dans la culture néo-hellénique. Sa mort survenue le 11 juin 323 av. J.-C. à Babylone marque conventionnellement le début de l'époque hellénistique telle que l'a définie Johann Gustav Droysen dans son Histoire de l'hellénisme. Dans cet ouvrage, l'historien fait des conquêtes d'Alexandre le principal vecteur de diffusion de l'hellénisme, c'est-à-dire le fait d'adopter la langue grecque ainsi que les coutumes et le mode de vie des Grecs. Présenté comme l'un des plus grands conquérants de l'histoire, il est aussi l'une des figures les plus célèbres de l'Antiquité, Alexandre est donc considéré comme celui qui a permis la diffusion de la civilisation grecque.
Dès son vivant, le mythe d'Alexandre se forge. À la suite, son épopée occupe une place primordiale dans l'historiographie antique, notamment dans la Bibliothèque historique (livre XVII) de Diodore de Sicile, l'Anabase (Arrien) d'Arrien, la Vie d'Alexandre de Plutarque et l'Histoire d'Alexandre le Grand de Quinte-Curce. Au fil des époques, dans les différentes contrées concernées par ses conquêtes, le personnage d'Alexandre ne cesse d'être exploité, notamment dans le champ littéraire. En témoigne, par exemple, le Roman d'Alexandre composé au XIIe siècle à partir du récit du Pseudo-Callisthène. 
Dans la Grèce contemporaine, depuis la guerre d'indépendance, Alexandre fait partie des personnages qui ont forgé la nation grecque. Il est aussi un référent culturel incontournable en étant présent dans tous les domaines de la culture, et au-delà. Alors que le protagoniste historique continue à être étudié par les historiens grecs, le personnage littéraire est nourri des  légendes qui se sont forgés au cours des siècles, se constituant un sujet privilégié par les artistes. Aujourd'hui, Alexandre le « Néo-Grec » renvoie au prestige et à la gloire de la Grèce ancienne tout en constituant une figure nationale qui rassemble les Grecs.

## Alexandre le Grand dans les arts de la Grèce moderne

### Dans la littérature

#### Romans
Alexandre le Grand, jeune conquérant invaincu, se prête aux récits épiques. Dans la Grèce contemporaine, il inspire encore les écrivains et une pléthore de romans succède au Roman d'Alexandre, œuvre qui a eu un grand succès au Moyen Âge et a connu une importante diffusion dans toute l'Europe. Ce roman est fondé sur le récit du Pseudo-Callisthène, biographe officiel à la cour de Macédoine.
Parmi ces romans historiques, on peut citer entre autres La Compagne d'Alexandre le Grand (2007) d'Irini Tsamadou et Alexandre et Philippe, de Pella à Babylone de Nikias Leivadas (1997) ou encore Alexandre et son ombre  de Kostas Arkoudéas (2004). L'action de ce dernier roman se passe l'été 327 av. J.-C. au moment où Alexandre, après avoir conquis l'Empire perse, se lance dans sa dernière campagne: la conquête de l'Inde. Près de la ville de Taxila, il rencontre Kalanos, un sage indien, qui décide de le suivre et de devenir son ombre. Kalanos assiste à tous les moments éprouvants de la conquête : les batailles, les victoires, le refus de son armée de poursuivre, les intrigues, le passage de l'Indus, la très grave blessure d'Alexandre, l'amour du roi pour Roxane, etc. Il le suit également dans son retour vers la Perse et partage son projet de création d'un immense empire conservant les différentes cultures et religions des peuples qui le composent, et qui ne serait pas géré uniquement par des Grecs. Dans ce roman, la parole n'est pas donnée seulement à Alexandre et à Kalanos, mais également à de nombreux Macédoniens, Perses, Grecs et Indiens, connus ou inconnus, ce qui permet d'explorer différents aspects de l'époque, et en particulier, la personnalité bouillonnante d'Alexandre.
Alexandre est aussi un héros dans la littérature enfantine. En Grèce, il fait partie de l'imaginaire de tous les enfants. Parmi les romans qui leur sont destinés se trouvent par exemple : Les Dieux ne meurent pas à Pella d'Eléni Dikaiou (1993), Les Merveilleuses Aventures d'Alexandre le Grand d'Isaias Kostantivídis (2006) et Le petit Alexandre le Grand de Grigorios Xenopoulos qui date 1920 et qui a été plusieurs fois réédité, notamment en 2002.

#### Théâtre
Au théâtre , le personnage d'Alexandre est particulièrement mis en scène dans le cadre du populaire théâtre d'ombres. Alexandre est le seul héros ancien à y figurer. Il est notamment le protagoniste de dans Alexandre le Grand et les énigmes de la fille du Vizir, d'Alexandre le Grand et le serpent maudit et du Monstre, pièces célèbres dans leurs mises en scène d'Evgénios Spatháris. On peut également citer la récente création (2007) de Dímos Avdeliódis, Alexandre le Grand et le dragon maudit, performance avec cinq comédiens et quatre musiciens.
Dans ces œuvres, il est présenté comme un vieux guerrier portant une tunique, une armure et un casque. Sa tunique, pourtant, rappelle davantage la fustanelle des Evzones, et sa lance est ornée d'une croix chrétienne. La mission qu'il doit accomplir, c'est-à-dire tuer le monstre, le serpent ou le dragon, rappelle la figure de saint Georges, lequel, selon la tradition, a terrassé le dragon. Cette identification d'Alexandre avec saint Georges révèlerait le fait que les hommes de l'époque le considéraient comme chrétien.
Par ailleurs, Ioánnis Vássos a publié en 2000 une pièce de théâtre en trois actes, Αlexandre le Grand, destinée aux plus de dix-huit ans.

#### Poésie

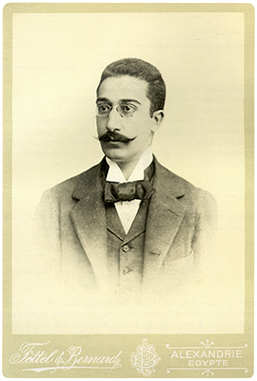
Constantin Cavafy (1863-1933) vers 1900.

Le poème le plus célèbre faisant référence à Alexandre est celui de Constantin Cavafy (1863-1933), dans son poème En 200 av. J.-C, écrit deux ans avant sa mort, dans lequel il glorifie le conquérant comme vecteur de l’hellénisme :  

« […] Κι απ’ την θαυμάσια πανελλήνιαν εκστρατεία,
την νικηφόρα, την περίλαμπρη,
την περιλάλητη, την δοξασμένη
ως άλλη δεν δοξάσθηκε καμιά,
την απαράμιλλη: βγήκαμ’ εμείς•
ελληνικός καινούριος κόσμος, μέγας.
Εμείς• οι Aλεξανδρείς, οι Aντιοχείς,
οι Σελευκείς, κ’ οι πολυάριθμοι
επίλοιποι Έλληνες Aιγύπτου και Συρίας,
κ’ οι εν Μηδία, κ’ οι εν Περσίδι, κι όσοι άλλοι.
Με τες εκτεταμένες επικράτειες,
με την ποικίλη δράσι των στοχαστικών προσαρμογών.
Και την Κοινήν Ελληνική Λαλιά
ώς μέσα στην Βακτριανή την πήγαμεν, ώς τους Ινδούς. […] »

— (Κωνσταντίνος Πέτρου Καβάφης ,Ποιήματα 1897-1933, Ίκαρος 1984)
Traduction de Jacques Lacarrière dans Dictionnaire amoureux de la Grèce :

« […] De cette admirable entreprise,
La plus éclatante, victorieuse,
Illustre et glorieuse
De toutes celles qui furent,
De cette entreprise magistrale
Nous sommes tous issus :
Un monde grec nouveau et immense.
Nous, Grecs d'Alexandrie, d'Antioche,
De Séleucie, innombrables Grecs d’Égypte
Et de Syrie, de Médie, de Perse et tant d'autres
Avec leurs empires imposants,
Le jeu subtil, savant de leurs affinités.
Et notre langue grecque commune,
Nous l'avons portée jusqu'en Bactriane, jusqu'aux Indes ! [...] »

L'hellénisme, source de fierté et motif récurrent dans l’œuvre de Cavafy, est ici célébré par le poète alexandrin au travers de la langue grecque, qui s'est diffusée grâce aux conquêtes d'Alexandre et qui  réunit encore tous les Grecs de la diaspora. À travers le regard d'un Grec vivant aux alentours du IIIe siècle av. J.-C., Cavafy loue les exploits d'Alexandre, qui a poursuivi l'œuvre de son père Philippe II, ce qui explique que le titre de ce poème soit le début d'une inscription qu'a fait graver Alexandre après sa victoire du Granique en mai 334  : Aλέξανδρος Φιλίππου και οι Έλληνες πλην Λακεδαιμονίων (« Alexandre, Philippe et les Grecs sauf les Lacédémoniens »). En outre, l’œuvre poétique de Cavafy, lui-même originaire d'Alexandrie, est particulièrement parsemée de références à l'époque hellénistique.
D'autres poèmes se font l'écho de l'œuvre d'Alexandre (dont celui de Kostas Varnalis) et nombre d'entre eux sont mis en musique. Alexandre est aussi une source d'inspiration pour des poètes amateurs : il existe de nombreux poèmes, mais sans grande valeur littéraire. On peut néanmoins citer Εωθινά μαθητικά ονειρα (« Les rêves d'école deviennent réalité ») de Giannès Potamianos, ou bien Ωδη στη θαλασσα (« Ode à la mer »). De Pella jusqu'en Inde écrit par  G. Lazamos, mérite également d'être mentionné

### Dans la peinture
Alexandre est un sujet récurrent dans l'iconographie grecque, et en particulier dans la peinture contemporaine. Théophilos Hadjimichaïl (1870-1934), un peintre naïf grec dont les sujets se réfèrent au folklore, aux traditions, à la mythologie et à l'histoire de la Grèce, a réalisé plusieurs œuvres évoquant Alexandre, parmi lesquelles une fresque exécutée en 1900 représentant le Conquérant sur son cheval noir Bucéphale (conservée au musée historique national d'Athènes), et un tableau où Alexandre livre bataille en Inde : Ο Μέγας Αλέξανδρος μάχεται τους Ινδούς (« Alexandre le Grand combat les Indiens », collection de Nikis Eleftheriadis-Vergos à Athènes).
En 1937, Fotis Kontoglou, sur l'immense fresque qu'il réalise à la mairie d'Athènes, fait figurer plusieurs fois le Conquérant. Entre autres, tout en conservant son imitation du style byzantin qui lui est propre, le peintre brosse un portrait en pied du jeune souverain, et le représente également, à un autre endroit, chevauchant Bucéphale.
Le peintre Chrysanthos Mentis Bostantzoglou (1918-1995), mieux connu sous le pseudonyme Bost, représente dans Ο Μεγαλέξανδρος με την αδελφή του την Γοργόνα. « (Alexandre le Grand avec sa sœur Gorgone »), Alexandre vêtu en guerrier, portant dans ses bras sa sœur la Gorgone, dans un tableau sur l'arrière-plan duquel figure la Tour blanche de Thessalonique.   Dans une autre œuvre, Γοργόνα της ελλενικης μας θαλάσης (« Sirène de notre mer grecque »), il fait un portrait uniquement de la Gorgone, délicatement allongée sur la mer, coiffée d'une couronne, tenant dans une main un trident (symbole maritime par excellence, qui rappelle celui du dieu Poséidon), et soulevant de l'autre un navire.
Le surréaliste Níkos Engonópoulos (1907-1985) représente Alexandre aux côtés de Pavlos Mélas, mort durant la lutte en Macédoine contre les Bulgares et les Turcs en 1904, rassemblant dans un même tableau deux jeunes héros de la Macédoine, modèles de bravoure (collection de Nikis Eleftheriadis-Vergos, Athènes). Le peintre Alekos Fassianos (né en 1935) l'évoque également dans son tableau Αλέξανδρος ο Μέγας νικητής (« Alexandre le Grand victorieux »). En 1963, Thémistocle Ioannidis fait figurer Alexandre combattant à cheval sur une frise brodée, aux motifs traditionnels de Tyrnavos en Thessalie. Le peintre contemporain Vassílis Vagiánnis, qui s'inspire des grandes figures et des hauts lieux de la Grèce, a également représenté Alexandre dans une ambiance onirique et quelque peu surréaliste. À Thessalonique, en 2000, sous les auspices du ministère grec de la Défense nationale, l'artiste Evthimios Varlamis a réalisé une exposition de 1 100 tableaux représentant Alexandre dans des versions différentes.

### Dans les productions cinématographiques
Dans Alexandre le Grand réalisé en 1980 par Theodoros Angelopoulos, un bandit s'enfuit de sa prison puis, après avoir capturé avec sa bande des otages britanniques, il rentre dans son village natal alors organisé en communauté sous l'égide de l'instituteur, après avoir traversé la Grèce. Là, il réclame au gouvernement l'amnistie des terres des paysans, en échange des otages. Mais le libérateur, tellement admiré et considéré presque comme un dieu, devient vite un tyran, qui s'oppose à l'organisation en communauté de son village. En effet, le libérateur devient tyran à partir du moment où il comprend que son « aura » commence à être remise en cause, ce qui le force à s'imposer de lui-même. Angelopoulos exprime ici l'idée de la destruction du socialisme, la faillite de l'utopie par le fait même de l'homme. Alexandre ne parle pas durant tout le début du film. Ses premières paroles sont tirées d'un vers du poète Georges Séféris que l'on peut traduire ainsi : « Je me suis réveillé avec une tête en marbre entre les mains, qui est lourde à porter, et je ne sais pas quoi en faire ». Aux références à l'Antiquité, Angelopoulos allie des éléments tirés de la liturgie byzantine (Cène, saint Georges, etc.).

### Dans la musique

Georges Dalaras.

La figure d'Alexandre le Grand est récurrente dans la chanson populaire. On peut citer Να ΄μουν ο Μεγ΄Αλέξανδρος (« Être Alexandre le Grand »), (1974) chantée par Georges Dalaras, où l'on retrouve une allusion la Gorgone. La chanson Η Μάνα του Αλέξανδρου (« La mère d'Alexandre »),, interprétée là aussi par Giorgos Dalaras (1979) met en scène, dans une ambiance quelque peu fantastique, la mère d'Alexandre, Olympias, se lamentant du départ de son fils parti conquérir l'Asie. C'est également un hommage à la Macédoine.
Alexandre est par ailleurs mentionné dans le refrain de la chanson Εργένης (« Célibataire »),, composée en 1984 par Míkis Theodorákis, d'après un poème de Leftéris Papadópoulos.
Ces chansons, que l'on entend parfois chantées dans les rues par des Grecs, contribuent à faire d'Alexandre le Grand un référent culturel pour toutes les générations[réf. nécessaire].

## Autres domaines

### Dans la numismatique moderne
Aucune monnaie grecque en euro ne porte l'effigie d'Alexandre le Grand. En revanche, avant l'entrée de la Grèce dans la zone euro, Alexandre a figuré sur certains drachmes, notamment sur un billet de 1 000 drachmes (1941), et sur le revers d'une pièce de 100 drachmes de la République grecque (1990, 1992, 1994...) en laiton, sur laquelle figure également au droit le Soleil de Vergina.

### Dans le domaine sportif

Logo du club de football Pierikos, où figure Alexandre le Grand (à gauche).

Alexandre le Grand a donné son nom à différents organismes et club sportifs. Il peut s'agir de solliciter la victoire, à l'instar du conquérant auquel ces noms rendent hommage. Parmi eux, le club de football de Katerini (Macédoine-Centrale) fondé en 1922. Il fusionne en 1961 avec le club Olympos Katerinis, laissant place au club de Pierikos.
Il y a également l'Association de gymnastique « Alexandre le Grand » de Thessalonique, club d'activités sportives mixte fondé en 1923. Il comporte aujourd'hui des sections de football, de basket-ball, de volley-ball, d'haltérophilie et d'escrime.

## Mythe de la Gorgone

### Nature du mythe
Il convient de ne pas confondre cette légende avec celle de Méduse, la plus célèbre des Gorgones, car il s'agit ici d'une rencontre entre Alexandre et une sirène, sachant que
le terme de Gorgona est aussi utilisé pour désigner la créature merveilleuse du conte de Hans Christian Andersen. La sirène est un personnage propre à la littérature néo-hellénique et dont le portrait diffère d'une œuvre à une autre. Alors que la rencontre entre Ulysse et les sirènes au chant XII de l'Odyssée d'Homère est mondialement connue, ce n'est pas le cas de cette légende qui court en Grèce sans doute depuis le Moyen Âge. S'il en existe plusieurs versions, elle semble cependant ne pas être connue en Occident.
La version la plus répandue veut qu'Alexandre, aspirant à devenir un être éternel, réussit à s'emparer de l'eau d'immortalité qu'il rapporte au moyen d'une gourde dans son palais. Sa sœur, d'une beauté incomparable, ne sachant rien, jette le contenu de la gourde pour pouvoir la laver. Lorsqu'elle s'aperçoit de son erreur, elle devient inconsolable, puis se jette dans la mer où elle métamorphose en sirène. Lorsqu'elle croise un bateau, elle demande d'une voix douce: « Ô marin, mon bon marin, le roi Alexandre vit-il ? » (Ζει ο βασιλιάς Aλέξανδρος) Le marin, bien évidemment lui répond qu'il est mort depuis plus de deux mille ans. Alors la sirène entre dans une terrible colère et déchaîne la mer, faisant monter les vagues jusqu'aux nuages, jusqu'à ce que le navire coule et que son équipage se perde dans la mer. En revanche, si le marin, avisé, lui répond : « Le roi Alexandre vit, il vit et il règne, et le monde il gouverne » (Zει ο βασιλιάς Aλέξανδρος, ζει και βασιλεύει, και τον κόσμο κυριεύει!), la belle sirène se réjouit puis rétablit le calme sur la haute mer et protège le navire et son équipage. Une variante raconte qu'au moment de boire, Alexandre aurait par mégarde échangé sa coupe avec celle de sa sœur, et c'est elle qui serait alors devenue immortelle. Cette demi-sœur, serait Cynané, fille de Philippe II et d'une princesse illyrienne nommée Audata.

### La Gorgone dans la littérature
- Nouvelle la Gorgone Η Γοργόνα d'Andréas Karkavítsas (1899)[15] : L'une des premières versions littéraires remarquables du mythe de la Gorgone est cette nouvelle écrite en 1899. Le narrateur, un marin qui navigue en direction du Pirée avec le brick du capitaine Pharasis, est celui qui rencontre, de nuit, la Gorgone. Il la décrit ainsi : « Elle portait sur sa tête une couronne ornée de diamants et son abondante chevelure déployait une crinière bleue sur ses épaules et jusque dans les flots. Son large front, ses yeux en amande, ses lèvres de corail répandaient tout autour une sorte de lueur d'immortalité et de fierté royale. De sa gorge de cristal descendait une cuirasse d'or massif couverte d'écailles et qui lui ceignait le buste ; de la main gauche elle présentait un bouclier et de la droite elle jouait avec la sarisse macédonienne ». Si la réponse à sa fameuse question est négative, la belle sirène guerrière se métamorphose en monstre : « C'est un cyclope qui sortit de l'eau et me fit voir la moitié de son corps couvert d'écailles. Les cheveux soyeux se dressaient de toutes parts sous la forme de serpents vivants qui tiraient la langue et leurs dards venimeux en déversant un souffle mortel, la poitrine cuirassée et le visage pur changèrent immédiatement, comme si elle était la Monovyzo du conte ».
- Nouvelle Tουρκολίμανο (« Tourcolimano ») d'Ilías Venézis (années 1930)[16] : la Gorgone est présente dans cette nouvelle qui s'inscrit dans la lignée des œuvres qui témoignent de la société grecque de la première moitié du XXe siècle : à travers Tourcolimano, Venezis dresse une étude des mœurs d'un pays de pêcheurs qu'est la Grèce traditionnelle. Nous retrouvons donc les vieilles croyances liées à la mer, où la religion orthodoxe (bénédiction du bateau nouvellement construit, dévotion à saint Nicolas, etc.) se mêle aux restes de mythes anciens (libation du sang chaud de la mouette). Le récit de la légende de la Gorgone est effectué par le père-Stavros, vieux marin manchot amoureux de la mer et qui admire la Gorgone, sans jamais l'avoir rencontrée en mer. Se mêlent alors différentes légendes, que les marins grecs se transmettent de génération en génération. Le père-Stavros raconte d'abord qu'un monstre marin, un gros chien, remontait à la surface, une seule fois dans l'année, lors d'une soirée d'hiver, dans l'espoir de rencontrer la Gorgone et de l'épouser. Plus loin, il conte que « la Gorgone fera toujours des allées et venues, elle sera toujours à la recherche de son frère perdu, qui lui, apparemment, régnera toujours quelque part sur un royaume lointain » et la décrit ainsi : « Elle est terriblement belle et sauvage ! Ses cheveux sont comme des serpents, ses mains semblent faites de bronze, et sur son dos, reposent des ailes d'or... »[17].

### La Gorgone dans les chansons
La Gorgone est aussi présente dans les chansons populaires grecques :
- La chanson Τα τζιτζίκια(« Les cigales »)[18],[19], de Michalis Violaris, sortie en 1972, met en scène des cigales; insectes fétiches de la Grèce, dont la cymbalisation (le chant), par jeu d'onomatopées, reproduit lors du refrain la réponse à la question de la Gorgone «  Ζει και ζει και ζει .....» (il vit, il vit, et il vit...)[20]
- La chanson Δεν ήταν νησί (« Ce n'était pas une île »)[21],[22], chantée en 1966 par Giorgos Romanós, souvent reprise par la suite (Nana Mouskouri, Marinella, etc.), a été créée sur une musique de Manos Hadjidakis à l'occasion d'une performance dramatique de Manos Katrakis basée sur le roman Ο καπετάν Μιχάλης  (« Le Capitaine Michalis ») de Níkos Kazantzákis. Alors que la libération de la Crète se fait attendre, la Gorgone, sœur d'Alexandre le Grand, est présentée comme un monstre qui provoque le déchaînement de la haute mer[23].

## Un pilier de l'histoire grecque

### Un modèle des grands hommes

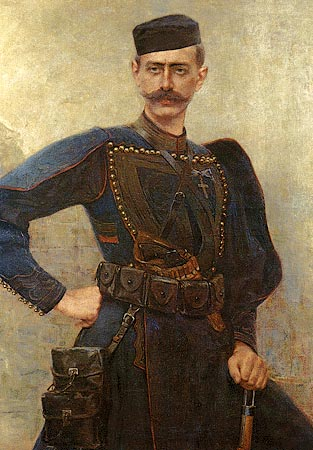
Portrait de Pavlos Melas par Georgios Jakobides.

Si l'empire d'Alexandre le Grand est, avec l'Empire romain, la référence antique par excellence, déjà sous Charlemagne en Europe occidentale, mais également chez les empereurs byzantins, sa renommée est incommensurable bien des siècles après. Ainsi l'historien Evángelos Rózos (également auteur d'une biographie de Lysimaque) a montré dans une étude comparative réalisée en 1984 les « similitudes et parallélismes » entre Alexandre et Napoléon Bonaparte. L'historien y aborde notamment les notions de bataille, de tactique militaire, de conquête, mais aussi les préoccupations des deux stratèges  quant à l'organisation  et la gestion de leur armée, mais aussi à propos du devenir des peuples vaincus. L'admiration du conquérant de l'Europe du début du XIXe siècle, envers le conquérant du plus vaste empire au monde, son jeune homologue de vingt-deux siècles son aîné, est évidente. En 1816, en exil forcé sur l'île de Sainte-Hélène, l'empereur des Français déchu écrit en effet : « Ce que j'aime chez Alexandre le Grand, ce n'est pas ses campagnes victorieuses, que l'esprit de l'homme ne peut pas épeler, mais les moyens politiques dont il s'est servi pour parvenir à laisser à trente-trois ans un empire bien fondé et efficace, dans lequel il réussit à être aimé des peuples vaincus. »,.
Alexandre est parfois identifié à Pavlos Melas, beau-frère de Ion Dragoumis, héros de la révolte en Macédoine contre les Turcs et les Bulgares, qui est mort en 1904 à 34 ans, à Statista. Il existe des similitudes entre les deux figures : deux guerriers, modèles de bravoure, qui sont morts jeunes, après avoir combattu pour la Macédoine : le premier pour l'étendre, le second pour la défendre et la libérer. En Grèce, ils forment tous les deux des héros nationaux, fédérateurs, et sont parfois évoqués dans les discours des hommes politiques. Ils sont représentés par le peintre Níkos Engonópoulos dans son tableau Les deux Macédoniens : Alexandre le Grand et Pavlos Melas (1977).

### Dans l'historiographie contemporaine
Alexandre le Grand reste, comme l'ensemble de la période hellénistique, un sujet d'étude privilégié par les historiens en Grèce. Les études et les recherches se multiplient, au gré notamment des fouilles archéologiques des grands sites macédoniens et grecs et des nouvelles données qu'elles mettent au jour (Vergina, Amphipolis, Pella, etc.).  En plus de la réédition des sources antiques, principalement l'Anabase d'Arrien, la Bibliothèque historique (livre XVII de Diodore de Sicile, la Vie d'Alexandre de Plutarque, ou encore les Histoires de Quinte-Curce, nombreuses sont les publications de biographies du souverain. Sont particulièrement étudiés l’œuvre et l'héritage militaire et politique d'Alexandre (Ioannès Kargakos, Φίλιππος και Αλέξανδρος. Ως Στρατιωτικοί και Πολιτικοί Ηγέτες, « Philippe et Alexandre. En tant que chefs militaires et politiques », 1993), son rôle de vecteur de l'hellénisme (Christos Samartzidès, Το εκπολιτιστικό έργο του Μεγάλου Αλεξάνδρου και οι συνέπειές αυτού για την εξέλιξη της ανθρωπότητος, « L'œuvre civilisatrice d'Alexandre le Grand et ses conséquences sur l'évolution de l'humanité », 2004), l'organisation de son armée et ses stratégies militaires, ses rapports avec la Macédoine mais aussi avec le reste de son empire, (Euaggelos Tsiboukides, Αλέξανδρος ο Μακεδών και η Ανατολή, « Alexandre le Grand et l'Orient », 2003), sa figure de conquérant et de monarque, sa  psychologie et également son traitement dans l'historiographie non-grecque (Théodora Zampkaki, Μέγας Αλέξανδρος. Η εικόνα του στην πρώιμη αραβική ιστοριογραφία, « Alexandre le Grand. Son image dans l'historiographie arabe ancienne » 2006), dans les arts, et sa représentation en tant que héros dans la littérature (notamment épique). Entre le mythe et le personnage historique, Alexandre le Grand continue demeure une figure singulière de l'Antiquité, se présentant comme un pilier de l'histoire grecque.

### Peinture
- (he) Βαρλάμης Ευθύμιος, Ο Αλέξανδρος του Βαρλάμη, Κέντρο τέχνης Βεργίνας, Thessalonique, 1995.
- (he) Bαρλάμης Ευθύμιος, Αλέξανδρος 2000, 1100 πίνακες του Μεγάλου Αλεξάνδρου, Thessalonique, 1997. (΄Εκθεση υπό την αιγίδα του υπουργείου Εθνικής ΄Αμυνας).

### Ouvrages complémentaires
- Nikos Kalampalikis, Les Grecs et le mythe d’Alexandre. Étude psychosociale d’un conflit symbolique à propos de la Macédoine. Paris, L’Harmattan, 2007.
- (he) Ζαφειροπούλου Σιμόνη, Ακολουθώντας τα Βήματα του Μεγαλέξανδρου. 2.300 χρόνια μετά, Éditions ΜΙΛΗΤΟΣ, Athènes, 2003.
- (he) Θεμέλη – Κιτσοπούλου Ελένη, Ο Νεαρός Αλέξανδρος, “Λογοτεχνική Βιβλιοθήκη”, Αριθμός 10, Εταιρεία Μακεδονικών Σπουδών, Thessalonique, 1999.
- (he) Μακεδονία ελληνική καρδιά μας, Μέγας Αλέξανδρος, Επιμορφωτικές Εκδόσεις, Athènes, 2010.
- (he) Μητσάκης Κάρολος, Το Μυθιστόρημα του Μεγάλου Αλεξάνδρου. Διήγησις περί του Αλεξάνδρου και των μεγάλων πολέμων, éditions ΕΛΛΗΝ, Athènes, 2001.
- (he) Παιδιού Ζωή, Μέγας Αλέξανδρος, ΄Εκδοσις Αδελφότητος Θεολόγων η Ζωή, Thessalonique, 1992.
- (he) Tαμείο Αρχαιολογικών Πόρων και Απαλλότριωσεων, Μέγας Αλέξανδρος. Ιστορία και Θρύλος στην Τέχνη, musée archéologique de Thessalonique, 1980.
- (he) Ψαρουλάκης Σ. Γεώργιος, Αλέξανδρος Ο Κατακτητής. Ο Μεγάλος ΄Ελληνας Στρατηλάτης, Εκδόσεις Περιοδικού Μονογραφίες, “Παγκόσμια Πολεμική Ιστορία”, Athènes, 2008.